# Florencia Mutio
Florencia Mutio, född den 20 november 1984 i Paraná, Argentina, är en argentinsk landhockeyspelare.
Hon tog OS-silver i damernas landhockeyturnering i samband med de olympiska landhockeytävlingarna 2012 i London.